# IMAM Ro.44
IMAM Ro.44 là một loại thủy phi cơ tiêm kích, được phát triển ở Ý.

## Tính năng kỹ chiến thuật
Dữ liệu lấy từ War Planes of the Second World War:Volume Six Floatplanes
Đặc điểm tổng quát
- Kíp lái: 1
- Chiều dài: 9.72 m (31 ft 10½ in)
- Sải cánh: 11.58 m (37 ft 11⅝ in)
- Chiều cao: 3.51 m (11 ft 6⅛ in)
- Diện tích cánh: 33.4 m2 (359 ft2)
- Trọng lượng rỗng: 1.674 kg (3.682 lb)
- Trọng lượng có tải: 2.226 kg (4.898 lb)
- Powerplant: 1 × Piaggio P.X R, 520 kW (700 hp)

Hiệu suất bay
- Vận tốc cực đại: 311 km/h (193 mph)
- Vận tốc hành trình: 188 km/h (117 mph)
- Tầm bay: 1.199 km (745 dặm)
- Thời gian bay: 2 giờ
- Trần bay: 7.000 m (22.965 ft)

Vũ khí trang bị
- 2 × súng máy 12,7 mm